# Хайме Рамірес
Хайме Рамірес (ісп. Jaime Ramírez, 14 серпня 1931, Сантьяго — 26 лютого 2003, Сантьяго) — чилійський футболіст, що грав на позиції півзахисника, нападника.
Виступав, зокрема, за «Коло-Коло» та «Еспаньйол», а також національну збірну Чилі, з якою став бронзовим призером чемпіонату світу 1962 року.

## Клубна кар'єра
У дорослому футболі дебютував 1949 року виступами за команду «Універсідад де Чилі», в якій провів три сезони, взявши участь у 50 матчах чемпіонату.
Протягом 1953—1954 років захищав кольори іспанського клубу «Еспаньйол», після чого повернувся на батьківщину, ставши гравцем «Коло-Коло». Відіграв за команду із Сантьяго наступні чотири сезони своєї ігрової кар'єри. Більшість часу, проведеного у складі «Коло-Коло», був основним гравцем і одним з головних бомбардирів команди, маючи середню результативність на рівні 0,33 гола за гру першості, а 1956 року виграв з клубом чемпіонат Чилі.
Згодом з 1958 по 1960 рік грав у складі іспанської «Гранади», а потім по сезону провів у клубах «О'Хіггінс», «Універсідад де Чилі», «Расінг» (Авельянеда) та «Аудакс Італьяно».
1963 року Рамірес втретє повернувся до Іспанії, де виступав за «Еспаньйол» та «Л'Успіталет», і 1966 року остаточно повернувся до Чилі, граючи за «Універсідад де Чилі», «Уачіпато» та «Палестіно».
Завершив ігрову кар'єру у команді «Уніон Сан-Феліпе», за яку виступав протягом 1971—1972 років, вигравши у першому сезоні свій другий титул чемпіона.

## Виступи за збірну
17 вересня 1954 року дебютував в офіційних матчах у складі національної збірної Чилі у грі проти Перу (2:1) в матч і Кубка Пасіфіко. З командою тричі поспіль 1955, 1956 та 1957 роках брав участь у чемпіонаті Південної Америки, вигравши у перших двох випадках срібні нагороди турніру.
У складі збірної був учасником чемпіонату світу 1962 року у Чилі, на якому команда здобула бронзові нагороди, а Рамірес зіграв усі шість матчів команди на турнірі, забивши два голи, обидва на груповому етапі — один проти Швейцарії (3:1) та один проти Італії (2:0).
Був також учасником і наступного чемпіонату світу 1966 року в Англії, втім на тому турнірі на поле не виходив.
Загалом протягом кар'єри у національній команді, яка тривала 13 років, провів у її формі 46 матчів, забивши 12 голів.

## Подальше життя
По завершенні ігрової кар'єри працював тренером. У 1981 році тренував «Олімпію» з Гондурасу, а у 1988 році він був тренером команди «Спорт Бойз» з Перу.
Помер 26 лютого 2003 року на 72-му році життя у місті Сантьяго.

## Титули і досягнення
- Чемпіон Чилі (2):

«Коло-Коло»: 1956
«Уніон Сан-Феліпе»: 1971
- Бронзовий призер чемпіонату світу: 1962
- Срібний призер Чемпіонату Південної Америки: 1955, 1956